# Figuratica
La figuratica è la parte della retorica che studia le figure sintagmatiche. Le figure sintagmatiche, a differenza di quelle retoriche, non operano per sostituzione ma agiscono sul sintagma tramite manipolazione o aggiunta di elementi a catena, soppressione o modificazione sintattica. In poche parole: non vengono aggiunti nuovi concetti, ma viene ribadito ciò di cui si è già a conoscenza, in modo che rimanga impresso maggiormente nella mente del destinatario. 
La figura più importante è il paragone.